# Juventud Comunista Portuguesa
La Juventud Comunista Portuguesa (JCP, Juventude Comunista Portuguesa en portugués) es una organización política juvenil de Portugal, vinculada al Partido Comunista Portugués (PCP). Fue fundada el 10 de noviembre de 1979 a raíz de la unificación de la Unión de Estudiantes Comunistas y de la Unión de la Juventud Comunista de Portugal.
Se asume a sí misma por sus objetivos, propuestas y acción transformadora, como la organización revolucionaria de la juventud portuguesa.
La JCP, portadora de las tradiciones revolucionarias y de la historia de lucha de generaciones y generaciones de jóvenes comunistas, contra el fascismo, contra el imperialismo y más tarde por la Revolución de los Claveles, orienta su acción teniendo como base teórica el marxismo-leninismo, concepción materialista y dialéctica del mundo.

## Estructura
El principal órgano de la JCP es el Congreso, convención política que se celebra cada 3 años. En el Congreso, la organización define su estrategia política y elige un nuevo Comité Nacional.
Entre Congresos, el principal órgano dirigente es el Comité Nacional de la JCP, que se asegura de que las directrices políticas son implementadas, marca el calendario y lleva a cabo las actividades nacionales de la JCP, gestiona los bienes y las cuentas, y también se encarga de las relaciones internacionales de la JCP en el seno de la Federación Mundial de la Juventud Democrática.
Cada miembro de la JCP pertenece a un grupo local, bien sea en su centro de estudio, localidad o lugar de trabajo. Estos grupos pertenecen a una organización regional, usualmente a nivel de distrito. Cada organización regional se encarga de actividades y campañas, obviamente, a nivel regional, y está dirigida por un Comité Regional.
En diferentes niveles, la JCP divide su trabajo y estructura en tres niveles organizativos de sector: la organización de los estudiantes de Bachillerato y de enseñanzas medias, la organización de estudiantes universitarios, y una última de jóvenes trabajadores. Cada uno de esos niveles coordina el trabajo y las actividades de su sector.

## Objetivos

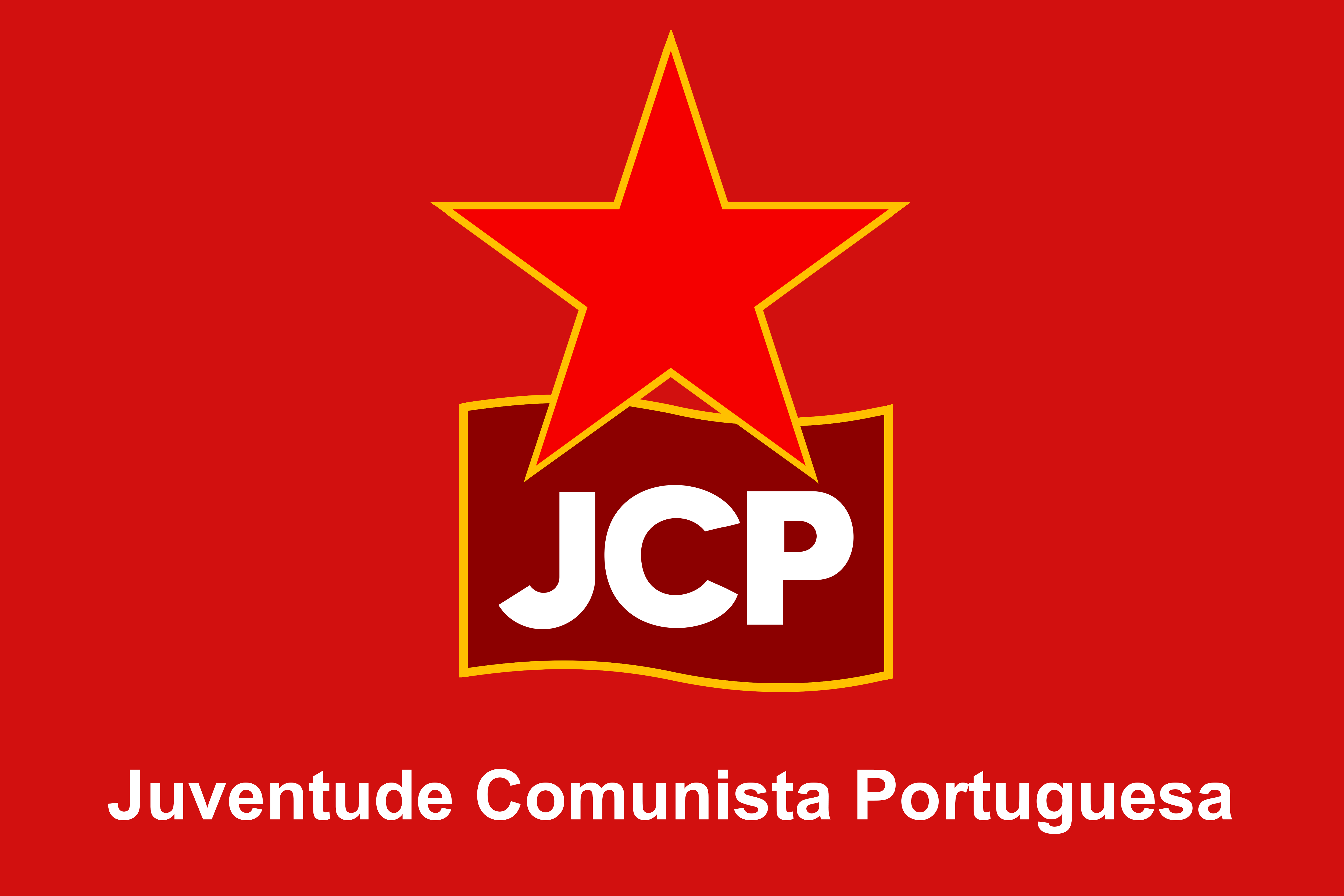
Bandera de la JCP.

En la JCP, los jóvenes trabajan y luchan por una nueva sociedad a construir con el pueblo portugués, donde no haya lugar para la explotación del hombre por el hombre, donde sea posible la plena materialización de los derechos y aspiraciones juveniles y donde la vida tenga los más vastos horizontes de realización individual y colectiva - el socialismo y el comunismo.
Los principios base de la JCP son:
- La cooperación entre las organizaciones de jóvenes comunistas y entre las fuerzas juveniles revolucionarias y progresistas.
- La solidaridad para con los trabajadores y la juventud de otros países y para con los pueblos en lucha contra la explotación y la opresión.
- La lucha por una educación pública, gratuita y de calidad para todos.
- La lucha por un empleo con derechos.
- La lucha por la paz y la solidaridad entre los pueblos.
- La lucha por el derecho a la vivienda.
- La lucha por el reconocimiento de los derechos sexuales y reproductivos.
- La lucha por un Portugal libre, soberano y por una democracia avanzada.